# Scaphytopius delongi
Scaphytopius delongi är en insektsart som beskrevs av Mckamey och Hicks 2007. Scaphytopius delongi ingår i släktet Scaphytopius och familjen dvärgstritar. Inga underarter finns listade i Catalogue of Life.